# Драгобраћа
Драгобраћа је насељено место града Крагујевца у Шумадијском округу. Према попису из 2022. има 1179 становника (према попису из 2011. било је 1150 становника)..

## Име насеља и географија
Постоје различита тумачења у вези имена места: да је добило име по драгој браћи или по оснивачу неке породице Драгобрату. Насеље се налази на 232 m надморске висине, а географске координате насеља су 43°58' северне географске ширине и 20°49' источне географске дужине. Подељено је на 4 главна дела: Варјаче, Брђане, Слану Бару и Пирево (I, II, III). У насељу, у његовом јужном делу, на врху Кременац, се налази викенд насеље Баре (у оснивању- тренутно 6 викендица). Делови насеља су: Ада, Бабушица, Бањишор, Бара, Барица, Барски Поток, Брдо, Бубан, Бубанац, Бунар, Варјаче, Видовац, Водица, Врба, Вујадиновац, Гај, Гробиште, Даутовац, Ђуриселско Поље, Жуњевац, Закута, Запис, Јаруга, Јасење, Кључ, Кременац, Крчевине, Лазовац, Лепеница, Лешћак, Липа, Луг, Маркељевац, Округлица, Ораси, Оскоруша, Пирево, Планина, Поље, Поток, Река, Ровина, Слана Бара, Спахина Њива, Страна, Трешње, Церови, Чесма и Шпиљаковац. Под њивама се налази 322,93 ha, воћњацима 41,01 ha, виноградима 1,94 ha, ливадама 17,63 ha, пашњацима 19,95 ha док остало земљиште заузима 0,65 ha.
Насеље је физиономски срасло са Крагујевцем, али и са суседним селима: Ђуриселом и Голочелом и чини примарну урбану агломерацију Крагујевца. Површина катастарске општине и насеља је 703 ha (од којих 70 ha улази у састав ГУП-а Крагујевац), а унутар атара протиче Лепеница, пролази магистрални путни правац Крагујевац- Краљево, железничка пруга Лапово - Краљево на којој је и железничка станица Драгобраћа, а која је и основа будуће градске железнице до Кормана. Предвиђена је изградња Северне и Јужне обилазнице око Крагујевца које ће пролазити кроз Драгобраћу. Околна насеља су Вињиште, Голочело, Ђурисело, Дреновац и Крагујевац (насеље Корићани). Савремене тенденције у развоју места су такве да се врши диверзификација на два дела: део око магистралног пута, који све више поприма урбане елементе и сеоски део изнад железничке пруге.
Насеље је основано 1804. године, када су настали делови Варјаче и Брђани, после 1815. године насељени су Слана Бара и Пирево. Село је основала породица Варјачић. Староседеоци су досељени из 6 области: највише из Старе Србије, потом из Лепенице, Бугарске, Старог Влаха, Груже и Ресаве.
Светковина (заветина) је Средопосница, а литија се носи на Бели Петак.
У суседном насељу Голочелу откривени су трагови живота из бронзаног доба.

## Институције и инфраструктура
Од културних институција насеље има:
- осмогодишњу основну школу "Милоје Симовић“ (основану 1919. године под именом „Народна школа“) коју похађају ученици и из околних села: Дреновца, Ђурисела, Голочела, као и Крагујевца (насеље Корићани) и села из суседне општине Кнић: Вучковице, Љубића, Суморовца. Школа је основана 1919. године под именом „Народна школа“ у просторијама зграде тадашње Општине Драгобраћа, 1955. године основна школа прераста у осмогодишњу основну школу, 1960. године одлуком НОО (народног одбора општине) у саставу матичне школе у Драгобраћи се формирају подручна, издвојена четворогодишња одељења у Дреновцу и Горњем Голочелу. Нова школска зграда школе у Драгобраћи је подигнута 1964. године, али је и стара зграда због великог броја ученика остала у употреби, 1997/98. године је нова зграда школе додатно проширена уз надзиђивање још једног спрата.
- одељење градске библиотеке „Вук Караџић“ отворено 1979. године под именом Божана Прпић Варјачић (првоборке из II светског рата) чија се спомен биста такође налази у Драгобраћи.
- Месна заједница Драгобраћа је основана 1976. године и поред Драгобраће обухвата и Ђурисело и Голочело (зграда месне заједнице отворена 1979. године); Месна канцеларија Драгобраћа поред Драгобраће поверене послове води и за Голочело, Дреновац и Ђурисело; Дом културе, пошта, задружна економија, Спортско-рекреативни центар Драгобраћа (спортски терени, свлачионице и игралиште са клацкалицама и љуљашкама) изграђен 2003/04. године заједничким средствима МЗ Драгобраћа и америчке невладине организације ACDI/VOCA и православни храм посвећен Вазнесењу Господњем чија је градња започета 1995. године. 2008. године донацијом Јужноморавске регије Чешке Републике је отворена здравствена амбуланта, апотека и дом пензионера.

У хијерархијком рангу мреже гравитационих центара Драгобраћа је дефинисана као гравитациони центар IV степена, који је у висини ранга мањих општинских центара у Србији. Општина у Драгобраћи је постојала до 1957. године и била је у саставу Гружанског среза (до 1955. године) и од 1955. до 1957. године у саставу Среза Крагујевац, а чинила су је следећа насеља: Драгобраћа, Вињиште, Голочело, Дреновац, Ђурисело, Суморовац и Корићани. У разним периодима времена пре I светског рата у саставу општине Драгобраћа су била и насеља: Вучковица и Забојница.
Насеље је 60-их година добило струју ниског напона, док је завршетак електификације струјом високог напона био 1981. године. Телефонизација је започета 1981. године, 1984/85. године је прикључено на телефонску централу додатник 120 кућа. ADSL интернет је у функцији од 2009. године, а постоје и сигнали бежичних провајдера. Водоснабдевање је са система Гружа (највећи део Драгобраће) и Водојажа (насеља Варјаче и Брђани). Линијом градског превоза бр. 1 и приградског саобраћаја бр. 610, као и линијама међумесног и међуградског саобраћаја Драгобраћа је добро повезана са Крагујевцем.

## Привреда
У месту се налази више приватних привредних субјеката, самопослуга, више угоститељских, трговинских објеката, бензинска станица, а део становништва се бави и пољопривредом. Од рудних богатстава има налазишта угља и камена на брду Кременац.

## Становништво
| година пописа | насеље | општина |
| ------------- | ------ | ------- |
| 1834.         | 214    | /       |
| 1866.         | 282    | /       |
| 1874.         | 337    | /       |
| 1884.         | 363    | 2.771   |
| 1890.         | 420    | /       |
| 1895.         | 422    | /       |
| 1900.         | 440    | /       |
| 1910.         | 509    | 1.726   |
| 1921.         | 436    | 1.889   |
| 1931.         | /      | 2.123   |

Становништво Драгобраће је расло услед развоја Крагујевца, да би данас становништво било увећано и услед досељавања интерно расељених лица са Косова и Метохије. Подручје месне заједнице Драгобраћа, по попису 2011. године има 2.406 становника и апсолутну већину представљају Срби. 1991. године било је 17% аграрног становништва, а 2002. године 14,9%.
У насељу Драгобраћа живи 664 пунолетна становника, а просечна старост становништва износи 38,4 година (36,6 код мушкараца и 40,3 код жена). У насељу има 274 домаћинства, а просечан број чланова по домаћинству је 3,08.
Ово насеље је великим делом насељено Србима (према попису из 2002. године), а у последња три пописа, примећен је пораст у броју становника.
|             | \| Демографија[2] \| Демографија[2] \| Демографија[2] \| \| Година \| Становника \| Становника \| \| -------------- \| -------------- \| -------------- \| \| 1948. \| 535 \| \| \| 1953. \| 522 \| \| \| 1961. \| 557 \| \| \| 1971. \| 597 \| \| \| 1981. \| 764 \| \| \| 1991. \| 806 \| 803 \| \| 2002. \| 845 \| 858 \| \| 2011. \| 1.150 \| \| \| 2022. \| 1.179 \| \| |            |
| Демографија | |            |
| Година      | Становника | Становника |
| 1948.       | 535 |            |
| 1953.       | 522 |            |
| 1961.       | 557 |            |
| 1971.       | 597 |            |
| 1981.       | 764 |            |
| 1991.       | 806 | 803        |
| 2002.       | 845 | 858        |
| 2011.       | 1.150 |            |
| 2022.       | 1.179 |            |

| Етнички састав према попису из 2002.‍ | Етнички састав према попису из 2002.‍ | Етнички састав према попису из 2002.‍ | Етнички састав према попису из 2002.‍ | Етнички састав према попису из 2002.‍ |
| ------------------------------------ | ------------------------------------ | ------------------------------------ | ------------------------------------ | ------------------------------------ |
|                                      |                                      |                                      |                                      |                                      |
| Срби                                 | Срби                                 |                                      | 828                                  | 97,98%                               |
| Црногорци                            | Црногорци                            |                                      | 16                                   | 1,89%                                |
| Румуни                               | Румуни                               |                                      | 1                                    | 0,11%                                |
| непознато                            | непознато                            |                                      | 0                                    | 0,0%                                 |

| Година пописа     | 1948. | 1953. | 1961. | 1971. | 1981. | 1991. | 2002. |
| ----------------- | ----- | ----- | ----- | ----- | ----- | ----- | ----- |
| Број домаћинстава | 123   | 121   | 146   | 155   | 205   | 227   | 274   |

| Број чланова      | 1  | 2  | 3  | 4  | 5  | 6  | 7 | 8 | 9 | 10 и више | Просек |
| ----------------- | -- | -- | -- | -- | -- | -- | - | - | - | --------- | ------ |
| Број домаћинстава | 60 | 53 | 41 | 75 | 24 | 13 | 6 | 2 | 0 | 0         | 3,08   |

| Пол    | Укупно | Неожењен/Неудата | Ожењен/Удата | Удовац/Удовица | Разведен/Разведена | Непознато |
| ------ | ------ | ---------------- | ------------ | -------------- | ------------------ | --------- |
| Мушки  | 351    | 119              | 214          | 13             | 5                  | 0         |
| Женски | 349    | 61               | 215          | 65             | 8                  | 0         |
| УКУПНО | 700    | 180              | 429          | 78             | 13                 | 0         |

| Пол    | Укупно                    | Пољопривреда, лов и шумарство | Рибарство                            | Вађење руде и камена | Прерађивачка индустрија       |
| ------ | ------------------------- | ----------------------------- | ------------------------------------ | -------------------- | ----------------------------- |
| Мушки  | 189                       | 23                            | 0                                    | 0                    | 52                            |
| Женски | 66                        | 15                            | 0                                    | 0                    | 17                            |
| УКУПНО | 255                       | 38                            | 0                                    | 0                    | 69                            |
| Пол    | Производња и снабдевање   | Грађевинарство                | Трговина                             | Хотели и ресторани   | Саобраћај, складиштење и везе |
| Мушки  | 5                         | 22                            | 18                                   | 3                    | 7                             |
| Женски | 0                         | 0                             | 8                                    | 2                    | 1                             |
| УКУПНО | 5                         | 22                            | 26                                   | 5                    | 8                             |
| Пол    | Финансијско посредовање   | Некретнине                    | Државна управа и одбрана             | Образовање           | Здравствени и социјални рад   |
| Мушки  | 1                         | 3                             | 8                                    | 36                   | 1                             |
| Женски | 1                         | 2                             | 0                                    | 6                    | 8                             |
| УКУПНО | 2                         | 5                             | 8                                    | 42                   | 9                             |
| Пол    | Остале услужне активности | Приватна домаћинства          | Екстериторијалне организације и тела | Непознато            | Непознато                     |
| Мушки  | 2                         | 0                             | 0                                    | 8                    | 8                             |
| Женски | 1                         | 0                             | 0                                    | 5                    | 5                             |
| УКУПНО | 3                         | 0                             | 0                                    | 13                   | 13                            |